# مارکیتو (بازیکن فوتبال، زاده ۱۹۳۳)
مارکیتو (انگلیسی: Marquitos; ۱۶ آوریل ۱۹۳۳ – ۶ مارس ۲۰۱۲) بازیکن فوتبال اهل اسپانیا بود.
از باشگاه‌هایی که در آن بازی کرده‌ است می‌توان به راسینگ سانتاندر، رئال مادرید، هرکولس و رئال مورسیا اشاره کرد.
وی همچنین در تیم‌های ملی فوتبال اسپانیا ب و اسپانیا بازی کرده‌است.